# Neonesidea incognita
Neonesidea incognita is een mosselkreeftjessoort uit de familie van de Bairdiidae. De wetenschappelijke naam van de soort is voor het eerst geldig gepubliceerd in 1964 door Lerner-Seggev.